# Laymyethna-Tempel

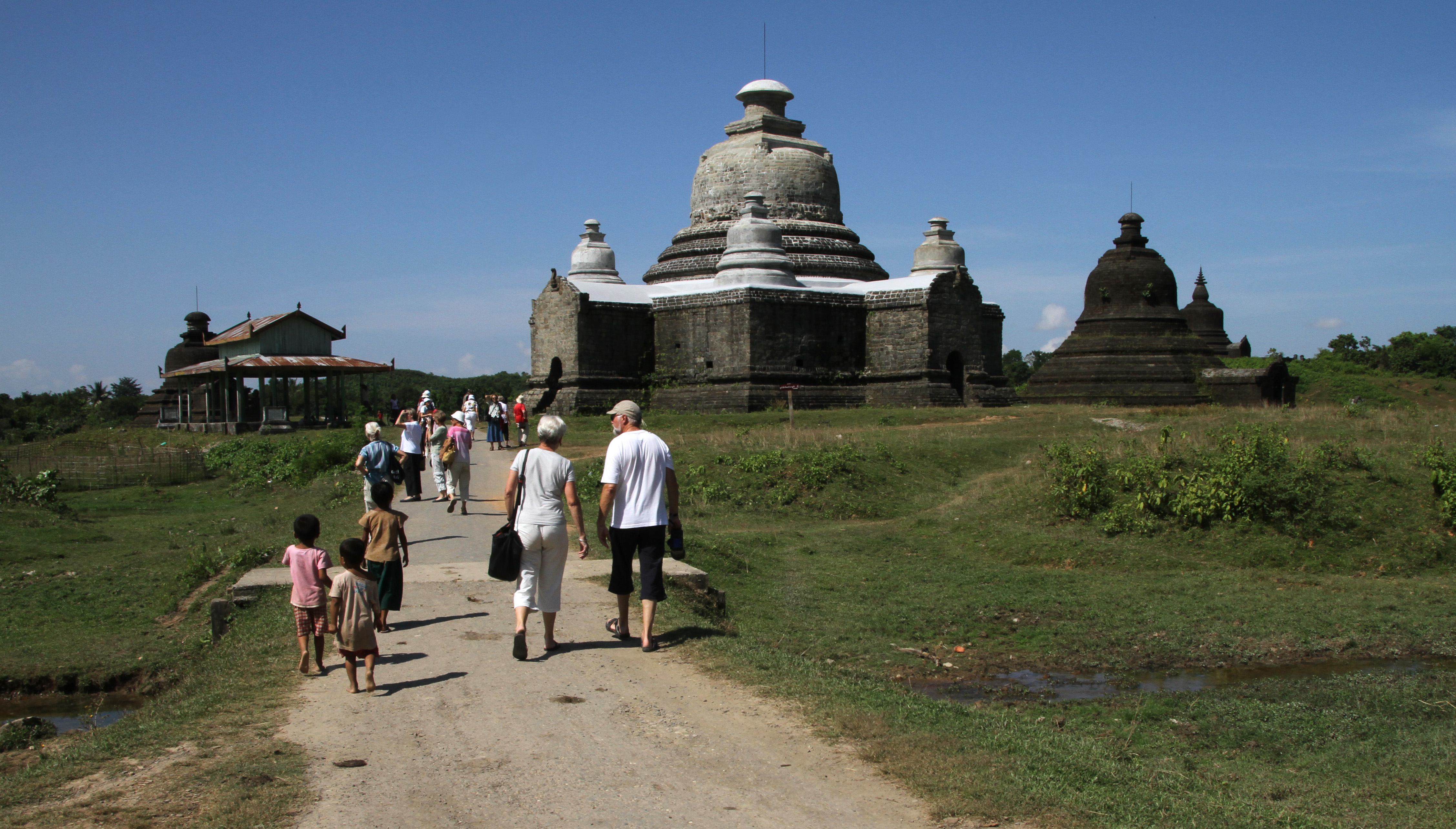
Laymyethna-Tempel

Der Laymyethna-Tempel ist ein buddhistischer Tempel in Mrauk U, Myanmar. Er wurde 1430 unter König Minsawmon erbaut.

## Beschreibung
Der Tempel steht etwa 50 m nordwestlich des Htukkannthein-Tempels. Der Grundriss ist quadratisch mit vorgebauten gewölbten Eingängen in den Haupthimmelsrichtungen. Im Zentrum steht ein achteckiger Pfeiler, an dessen Seiten jeweils eine Buddhastatue sitzt. In der Außenwand gegenüber sind zwanzig Nischen, die ebenfalls Buddhastatuen enthielten. Damit hat man die mythische Zahl der 28 letzten Buddhas.
Auf dem Dach sitzt in der Mitte ein glockenförmiger Stupa mit pilzförmigem Hti. Die vier Ecken krönen kleinere Stupas, die dem zentralen sehr ähneln.

## Galerie

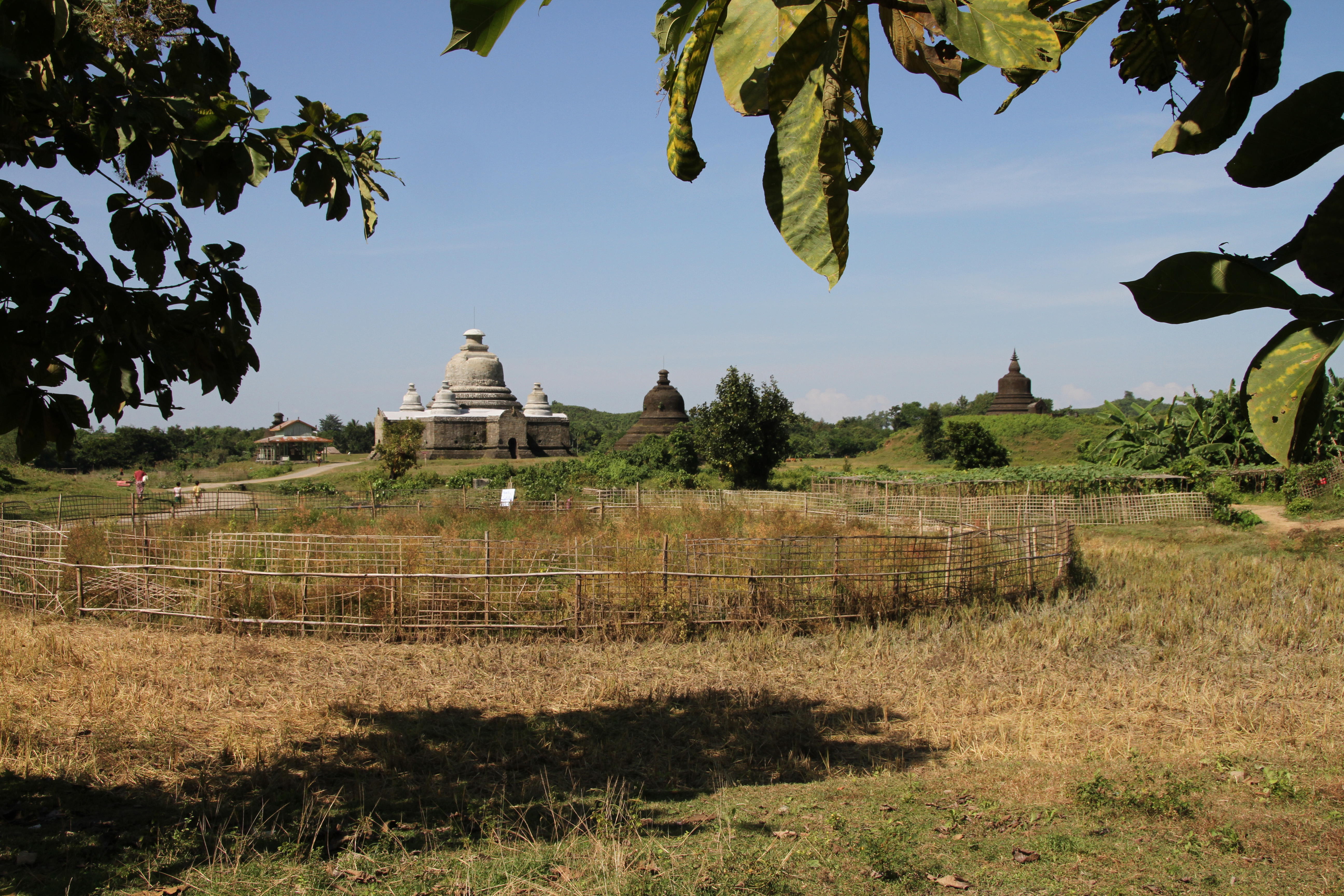
Umgebung
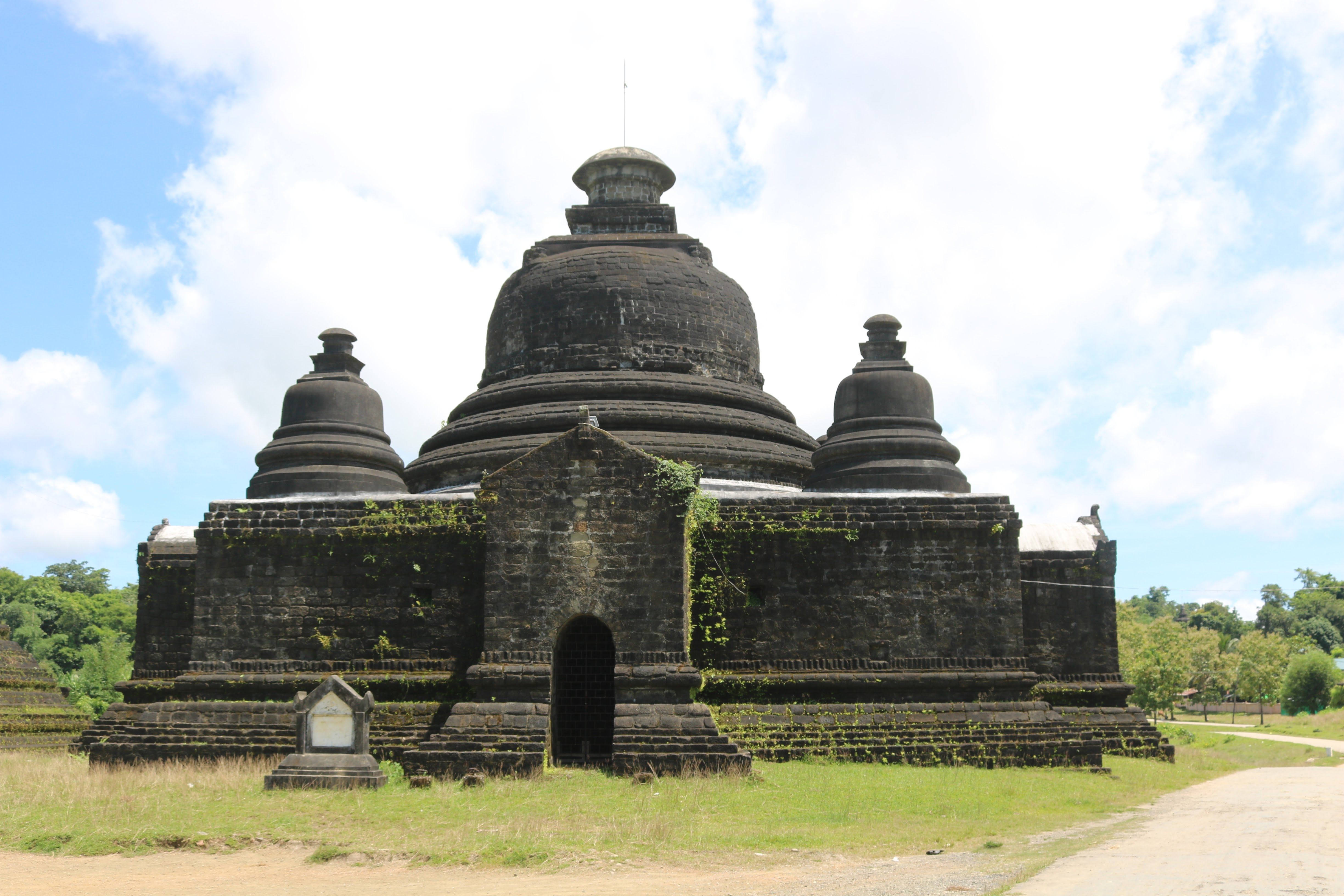
Tempel
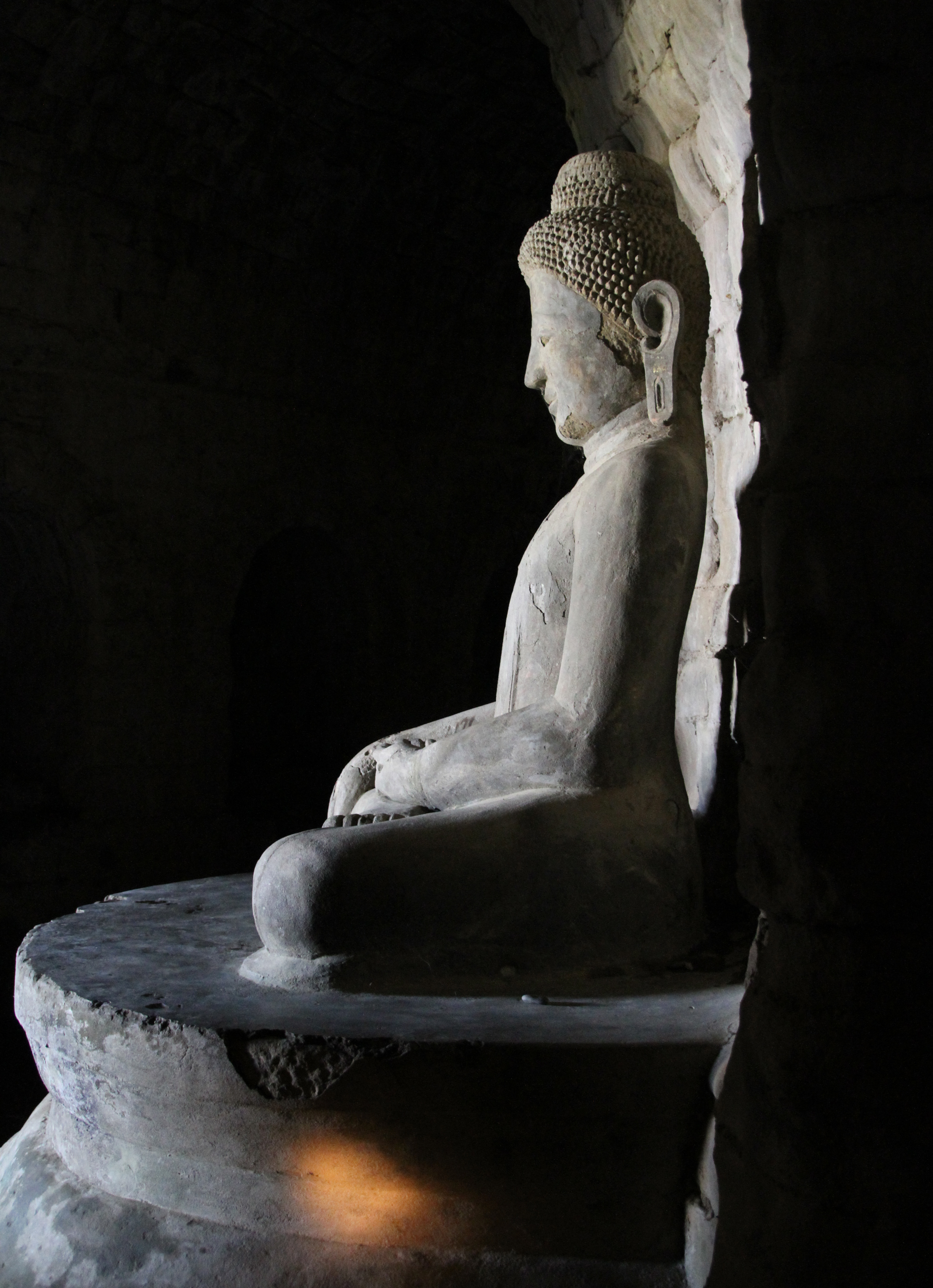
Buddha-Statue
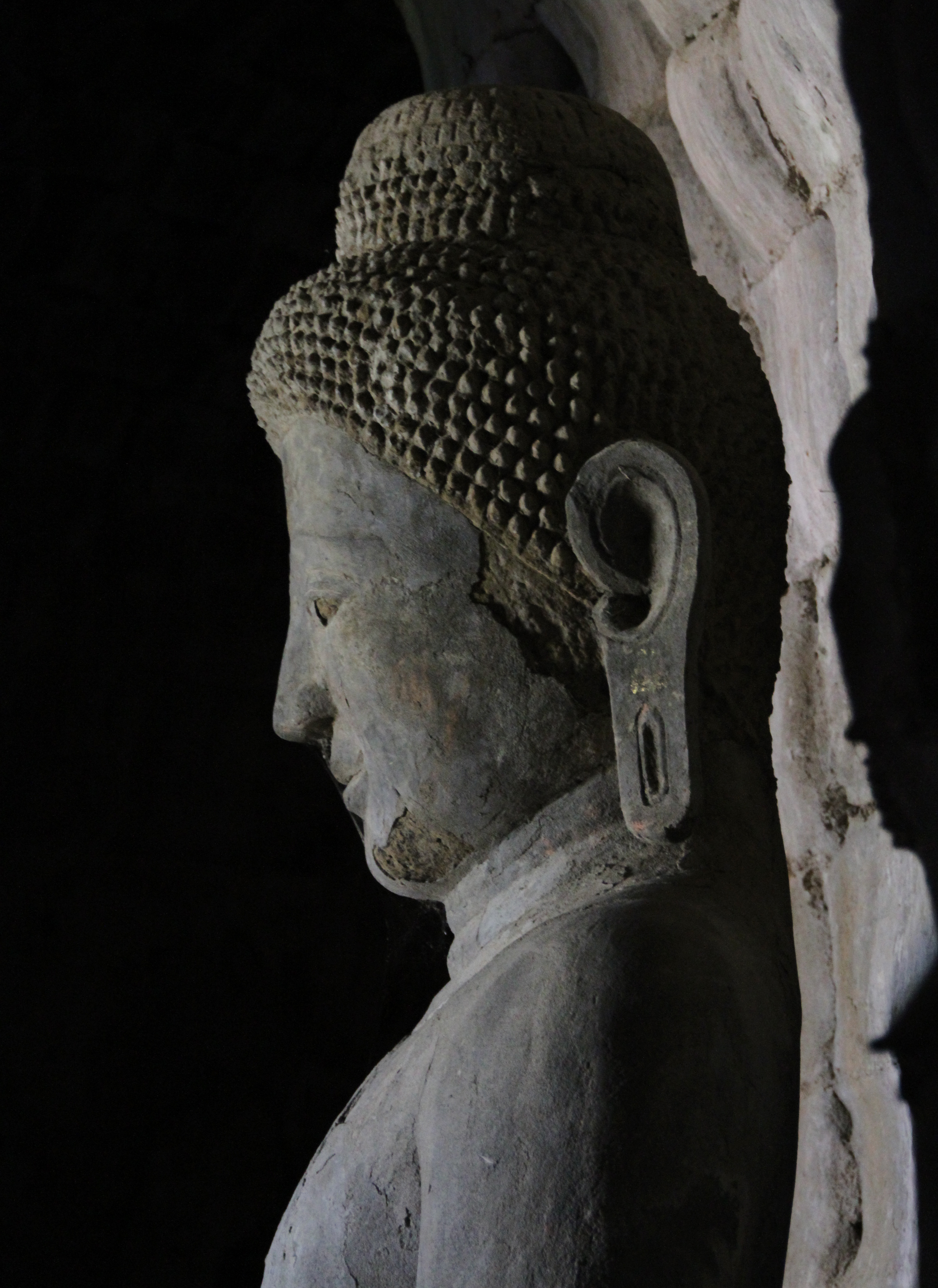
Buddha-Kopf
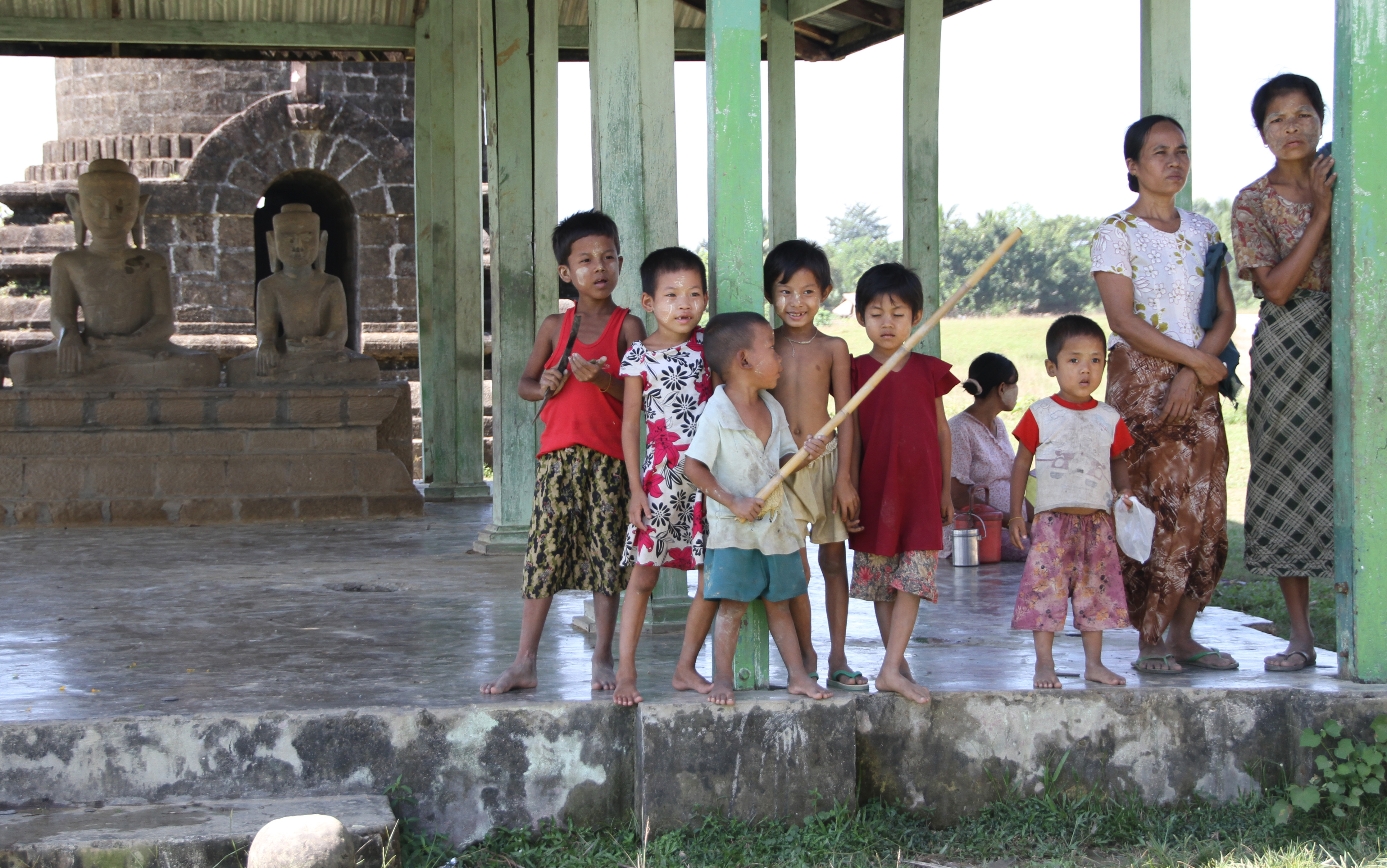
Besucher